# Erika Bello
Erika Bello (Civitavecchia, 30 novembre 1975) è un'ex canottiera italiana.

## Biografia
Nata a Civitavecchia, in provincia di Roma, nel 1975, inizia a remare nel 1989, a 14 anni.
A 20 anni prende parte ai Giochi olimpici di Atlanta 1996, nel 2 di coppia insieme a Marianna Barelli, arrivando al 5º e ultimo posto in batteria con il tempo di 7'47"07, passando il ripescaggio in terza posizione in 7'52"07, ma uscendo in semifinale con il 6º posto e il tempo di 7'38"85.
Nel 2007 vince il bronzo agli Europei di Poznań nel 2 di coppia pesi leggeri insieme a Laura Milani, chiudendo dietro a Grecia e Polonia. L'anno successivo, ad Atene 2008 ottiene la stessa medaglia, stavolta nel 2 di coppia insieme a Gabriella Bascelli, terminando dietro Ucraina e Polonia.
A Brėst 2009 è argento, dietro all'Ucraina, nel quattro di coppia insieme a Gabriella Bascelli, Laura Schiavone ed Elisabetta Sancassani, mentre a Montemor-o-Velho 2010 vince l'oro nel quattro di coppia pesi leggeri insieme a Enrica Marasca, Giulia Pollini ed Eleonora Trivella.
Nel 2012 ottiene invece la sua unica medaglia mondiale, vincendo il bronzo nel quattro di coppia pesi leggeri ai Mondiali di Plovdiv insieme a Elena Coletti, Enrica Marasca e Giulia Pollini.

## Palmarès

### Campionati del mondo
- 1 medaglia:
  - 1 bronzo (Quattro di coppia pesi leggeri a Plovdiv 2012)

### Campionati europei
- 4 medaglie:
  - 1 oro (Quattro di coppia pesi leggeri a Montemor-o-Velho 2010)
  - 1 argento (Quattro di coppia a Brėst 2009)
  - 2 bronzi (2 di coppia pesi leggeri a Poznań 2007, 2 di coppia ad Atene 2008)